# František Ryšavý
František Ryšavý (24 dicembre 1900 – 1976) è stato un calciatore cecoslovacco, di ruolo attaccante.

## Carriera

### Nazionale
Debutta il 31 agosto 1924 contro la Romania (4-1), andando anche in rete nel suo unico incontro per la Nazionale cecoslovacca.